# Chiesa di Santa Maria a Torres
La chiesa di Santa Maria a Torres è un luogo di culto cattolico situato a Campanedda, una frazione di Sassari, nella Sardegna nord-occidentale. È sede dell'omonima parrocchia e fa parte dell'arcidiocesi di Sassari.

## Storia
La parrocchia di Santa Maria a Torres nasce nel 1959 con decreto dell'arcivescovo di Sassari Arcangelo Mazzotti.
La chiesa parrocchiale di Santa Maria a Torres è stata costruita invece tra il 1959 e il 1960, anno nel quale è stata aperta al culto, anche se la dedicazione avverrà solo alcuni anni dopo con il solenne rito presieduto dall'arcivescovo di Sassari Paolo Carta.

## Descrizione
L'aula ecclesiale è rettangolare, si presenta ad unica navata con presbiterio leggermente rialzato, chiuso da una bella abside, più piccola del corpo centrale, sulla quale troneggia la ceramica di Santa Maria a Torres, dell'artista Gianroberto Silecchia, autore anche del simulacro della stessa Vergine in ceramica ramata, esposto alla venerazione dei fedeli e portato ogni anno solennemente in processione.
La navata è sovrastata da una bella cantoria, lunga quanto la lunghezza della facciata della chiesa, dalla quale si accede al campanile, costruito sul modello di quelli "a vela", ma con corpo aggettante sulla facciata in modo da sembrare un corpo a sé stante, che ospita un concerto di tre campane in bronzo.
Sotto la cantoria trova spazio la cappella del battistero, con Fonte battesimale in pietra e ceramica, dello stesso Silecchia, e decorata dagli affreschi dell'artista Gianna Casciu.
Annessi si trovano i locali della sagrestia, delle sale catechistiche, dell'ufficio parrocchiale e della casa canonica.

## Edifici
La parrocchia di Santa Maria a Torres conta tre chiese nel suo territorio: la chiesa di Santa Maria a Torres in Campanedda (sede parrocchiale), la chiesa di San Cristoforo in La Corte e il santuario di Monti Di Bidda, nelle campagne di La Corte. Il territorio parrocchiale, provenendo da Sassari, inizia dopo la frazione di Saccheddu, raggiunge la Curva prima della Rotonda al Rosario nella SP42 (Alghero-Porto Torres) e arriva da un lato a Scala Erre, dopo l'omonima discarica, dall'altro fino alla Cantoniera di Giuanne Abbas (incrocio tra la Strada dei Due Mari e la Strada per l'Argentiera), infine, verso Palmadula, sino a dopo la frazione di Monte Forte.
Oltre alle chiese, la parrocchia dispone del salone parrocchiale di Campanedda, dal 2013 intitolato al parroco fondatore don Giomaria Ruiu, (accanto agli uffici parrocchiali), di un altro salone a La Corte (accanto alla chiesa) e di campetto di calcio a 5 di Campanedda, dietro le ex scuole medie.

## Festa patronale di Campanedda
La parrocchia è intitolata a Santa Maria con il titolo di Torres per richiamare l'appartenenza all'arcidiocesi di Sassari, detta "Turritana" e all'antico giudicato di Torres.
La data della Festa patronale, ufficialmente riportata al giorno dell'8 settembre (Festa della Natività di Maria, detta popolarmente "Le Marie"), è stata da molti anni fatta confluire nella prima domenica di settembre, in una data dunque variabile tra il 1º e il 7 settembre. Dal 2019 si è invece deciso di farla cadere nella domenica più vicina all'8 settembre.
La festa, che si articola nei momenti di festeggiamento religioso e in quelli di tipo civile, costituisce da sempre un importante momento identitario e di aggregazione per la parrocchia e tutta la borgata di Campanedda, richiamando pellegrini e visitatori da tutta la provincia.
Nella chiesa parrocchiale vengono celebrate le sacre funzioni (Rosario, Vespri, Sante Messe concelebrazioni), si tiene poi la solenne processione con il simulacro della Madonna per le vie della borgata, mentre sul sagrato e nella grande piazza intitolata a don Ruiu, parroco fondatore, si tengono i festeggiamenti civili con la presenza del palco, sul quale avvengono gli spettacoli e i concerti.

Nel corso degli anni, importanti cantanti e band hanno accettato l'invito a suonare in piazza, tra cui J-Ax con Space One, Francesco De Gregori, I Nomadi, i Tazenda, Malika Ayane, Umberto Tozzi, Luciano di Fraia con Antonio Tanca, Giuseppe Masia, Maria Giovanna Cherchi, Tressardi, Pino e gli anticorpi, Train To Roots, Eugenio Finardi, Quartiere Latino, Le Vibrazioni, Keep TheGroove, Tale e Quale Show e numerosi altri artisti locali e nazionali.

## Biblioteca parrocchiale "Cardinale Francesco Coccopalmerio"
Nel locale di raccordo tra la sagrestia e l'ufficio parrocchiale trova collocazione la Biblioteca parrocchiale, dal 9 settembre 2020 intitolata al cardinale Francesco Coccopalmerio, che ha presieduto le celebrazioni del Sessantennale della parrocchia, e che l'ha personalmente inaugurata. Nei suoi scaffali trovano posto enciclopedie, dizionari, biografie di santi, libri di narrativa e per ragazzi, sulla storia del cristianesimo e delle altre confessioni religiose, libri sulla storia della Sardegna e d'Italia.